# Канадски шаховски шампионати

## Историјат
1886. Вилхелм Штајниц је себе прогласио првим прваком света у шаху што је потврђено од стране новоосноване Канадске шаховске асоцијације, 24. септембра 1872. у Хамилтону. Шаховска асоцијација је реорганизована у Haileybury, Онтарио 1932. и мења име у Канадску шаховску федерацију, а 1945. у Шаховску федерацију Канаде. 1932. се организује званични канадски шаховски шампионат. Тада су публикована и правила шаха, а одредио се и тим Канаде за шаховску олимпијаду у Буенос Ајресу 1939. године. Дата је подршка за оснивање шаховских клубова у свим деловима Канаде. 
1. новембра 1947. године излази званична публикација шаховске федерације под називом Maritime Chess News, која касније постаје Canadian Chess Chat. Прво издање Приручника шаховске федерације је издато септембра 1956. а поново се издаје као брошура у марту 1957. Садржала је правила шаха, правила и процедуру за канадске шаховске шампионате, паровање по швајцарском систему, као и систем рејтинговања играча, све у 32 мале стране. Шах постаје све компликованији и 1974. одлучено је да се поново штампа Приручник. 
Шаховска федерација 1954. године први пут објављује рејтинг листу играча на основу јаких шаховских турнира играних у Канади. 1956. се игра по први пут отворено шаховско првенство Канаде у Монтреалу. 
Од 1960. канадска федерације редовно шаље тим на шаховску олимпијаду. Најбољи остварени резултат је осмо место.
1973. излази први шаховски магазин Bulletin (под каснијим називом Chess Canada Echecs), затим магазин En Passant. 1995. године шаховска федерација се презентује преко интернета.

## Списак победника – мушкарци
| №   | Година | Победници                                               |
| 1   | 1872.  |                                                         |
| 2   | 1873.  | Алберт Енсор                                            |
| 3   | 1874.  | Вилијам Хикс                                            |
| 4   | 1875.  | Џорџ Џексон                                             |
| 5   | 1876.  | Едвард Сандерсон                                        |
| 6   | 1877.  | Хенри Хау                                               |
| 7   | 1878.  | Џејкоб Ашер                                             |
| 8   | 1879.  | Едвин Поуп                                              |
| 9   | 1881.  | Џозеф Шо                                                |
| 10  | 1882.  | Едвард Сандерсон                                        |
| 11  | 1883.  | Џејкоб Ашер, Хенри Хау                                  |
| 12  | 1884.  | Франсоа-Ксавијер Ламбер                                 |
| 13  | 1886.  | Николас Маклауд                                         |
| 14  | 1887.  | Џорџ Бари, Николас Маклауд                              |
| 15  | 1888.  | Николас Маклауд, Џејмс Наравеј, Едвин Поуп              |
| 16  | 1889.  | Ричард Флеминг, Џејмс Наравеј                           |
| 17  | 1890.  | Роберт Шорт                                             |
| 18  | 1891.  | А. Томас Дејвисон                                       |
| 19  | 1892   | Вилијам Болтби                                          |
| 20  | 1893   | Џејмс Наравеј                                           |
| 21  | 1894   | А. Томас Девисон                                        |
| 22  | 1897.  | Џејмс Наравеј                                           |
| 23  | 1898.  | Џејмс Нарвеј                                            |
| 24  | 1899.  | Магнус Смит                                             |
| 25  | 1904.  | Магнус Смит                                             |
| 26  | 1906.  | Магнус Смит                                             |
| 27  | 1908.  | Џозеф Сојер                                             |
| 28  | 1910.  | Џон Морисон                                             |
| 29  | 1913.  | Џон Морисон, Чарлс Блејк                                |
| 30  | 1920.  | Сидни Гејл, Џон Харви                                   |
| 31  | 1922.  | Џон Морисон                                             |
| 32  | 1924.  | Џон Морисон                                             |
| 33  | 1926.  | Џон Морисон                                             |
| 34  | 1927.  | Морис Фокс                                              |
| 35  | 1929.  | Морис Фокс                                              |
| 36. | 1931.  | Морис Фокс, Џон Морисон, Џорџ Истман                    |
| 37  | 1932.  | Морис Фокс                                              |
| 38  | 1933.  | Роберт Мартин                                           |
| 39  | 1934.  | Џон Белсон                                              |
| 40  | 1935   | Морис Фокс                                              |
| 41  | 1936.  | Борис Блумин                                            |
| 42  | 1937.  | Борис Блумин                                            |
| 43  | 1938.  | Морис Фокс                                              |
| 44  | 1940.  | Морис Фокс                                              |
| 45  | 1941.  | Данијел Јановски                                        |
| 46  | 1943.  | Данијел Јановски                                        |
| 47  | 1945.  | Данијел Јановски, Френк Јерхоф                          |
| 48  | 1946.  | Џон Белсон                                              |
| 49  | 1947.  | Данијел Јановски                                        |
| 50  | 1949.  | Морис Фокс                                              |
| 51  | 1951.  | Повилас Ваитонис                                        |
| 52  | 1953.  | Френк Андерсон, Данијел Јановски                        |
| 53  | 1955.  | Френк Андерсон                                          |
| 54  | 1957.  | Повилас Ваитонис                                        |
| 55  | 1959.  | Данијел Јановски                                        |
| 56  | 1961.  | Лајонел Џојнер                                          |
| 57  | 1963.  | Данијел Јановски                                        |
| 58  | 1965.  | Данијел Јановски                                        |
| 59  | 1969.  | Данкан Сатлс, Звонко Вранешић                           |
| 60  | 1972.  | Питер Бијасас                                           |
| 61  | 1975.  | Петер Бијасас                                           |
| 62  | 1978.  | Жан Ебер                                                |
| 63  | 1981.  | Игор В. Иванов                                          |
| 64  | 1984.  | Кевин Спрагет                                           |
| 65  | 1985.  | Игор В. Иванов, Рејмонд Стоун                           |
| 66  | 1986.  | Игор В. Иванов, Кевин Спрагет                           |
| 67  | 1987.  | Игор В. Иванов                                          |
| 68  | 1989.  | Кевин Спраџет                                           |
| 69  | 1991.  | Лоренс Деј                                              |
| 70  | 1992.  | Александар Лесијеж                                      |
| 71  | 1994.  | Кевин Спрагет                                           |
| 72  | 1995.  | Рон Лившитс, Франсоа Левел, Брајон Николов              |
| 73  | 1996.  | Кевин Спрагет                                           |
| 74  | 1999.  | Александар Лесијеж                                      |
| 75  | 2001.  | Александар Лесијеж, Кевин Спрагет                       |
| 76  | 2002.  | Паскал Шарбоно, Кевин Спрагет                           |
| 77  | 2004.  | Паскал Шарбоно, Ерик Лосон                              |
| 78  | 2006.  | Игор Жугић                                              |
| 79  | 2007.  | Николај Норицин, Жан Ебер, Рон Лившитс, Артем Самсонкин |

## Списак победника – жене
| №  | Година | Победници                            |
| 1  | 1975.  | Смиља Вујошевић                      |
| 2  | 1978.  | Нава Штеремберг                      |
| 3  | 1981.  | Нава Штеремберг                      |
| 4  | 1984.  | Нава Штеремберг                      |
| 5  | 1986.  | Нава Штеремберг                      |
| 6  | 1989.  | Нава Стар                            |
| 7  | 1991.  | Нава Стар                            |
| 8  | 1995.  | Нава Стар                            |
| 9  | 1996.  | Џоана Шарест                         |
| 10 | 2001.  | Нава Стар                            |
| 11 | 2004.  | Динара Казијева                      |
| 12 | 2006.  | Наталија Кудгаријан, Дина Каграманов |